# Trupiál žlutooký
Trupiál žlutooký, známý také jako vlhovec oranžovočerný (Icterus icterus), je pěvec z čeledi vlhovcovití (Icteridae) a rodu Icterus. Druh popsal Carl Linné v roce 1766. Jsou známy celkem 3 poddruhy. Obývá Jižní Ameriku. Dle Mezinárodního svazu ochrany přírody je hodnocen jako málo dotčený druh. Trupiál žlutooký je národním ptákem Venezuely.

## Výskyt
Trupiál žlutooký se vyskytuje na severu Jižní Ameriky. Obývá prostor od Kolumbie po Venezuelu a také některé přilehlé ostrovy, jako jsou Nizozemské Antily a Panenské ostrovy. Na některé z těchto ostrovů byl introdukován. Typickým biotopem jsou suché lesy, savany, křoviny nebo galeriové lesy, někdy se vyskytují i na plantážích ovocných stromů, jako jsou mangovníky a zapoty obecné (Manilkara zapota).

## Popis
Trupiál žlutooký měří 15 až 22 cm, má klínovitá křídla a dlouhý dlátovitý zobák. U tohoto druhu není vyvinut zřetelný pohlavní dimorfismus, samice i samci vypadají podobně. Mladí jedinci tohoto druhu mají podobné zbarvení jako dospělci, avšak jejich peří je fádnější. Peří je v případě nominátního poddruhu černé na hlavě, horní části hrudníku, ocasu a křídlech, oranžové na spodní části hrudníku a na zadní straně krku. Na každém křídle je bílý pruh, zobák je černý, nohy šedomodré. Kolem žlutých očí se rozprostírá světlemodrá kůže. Existují různé barevné varianty, které se liší mezi poddruhy.

## Chování

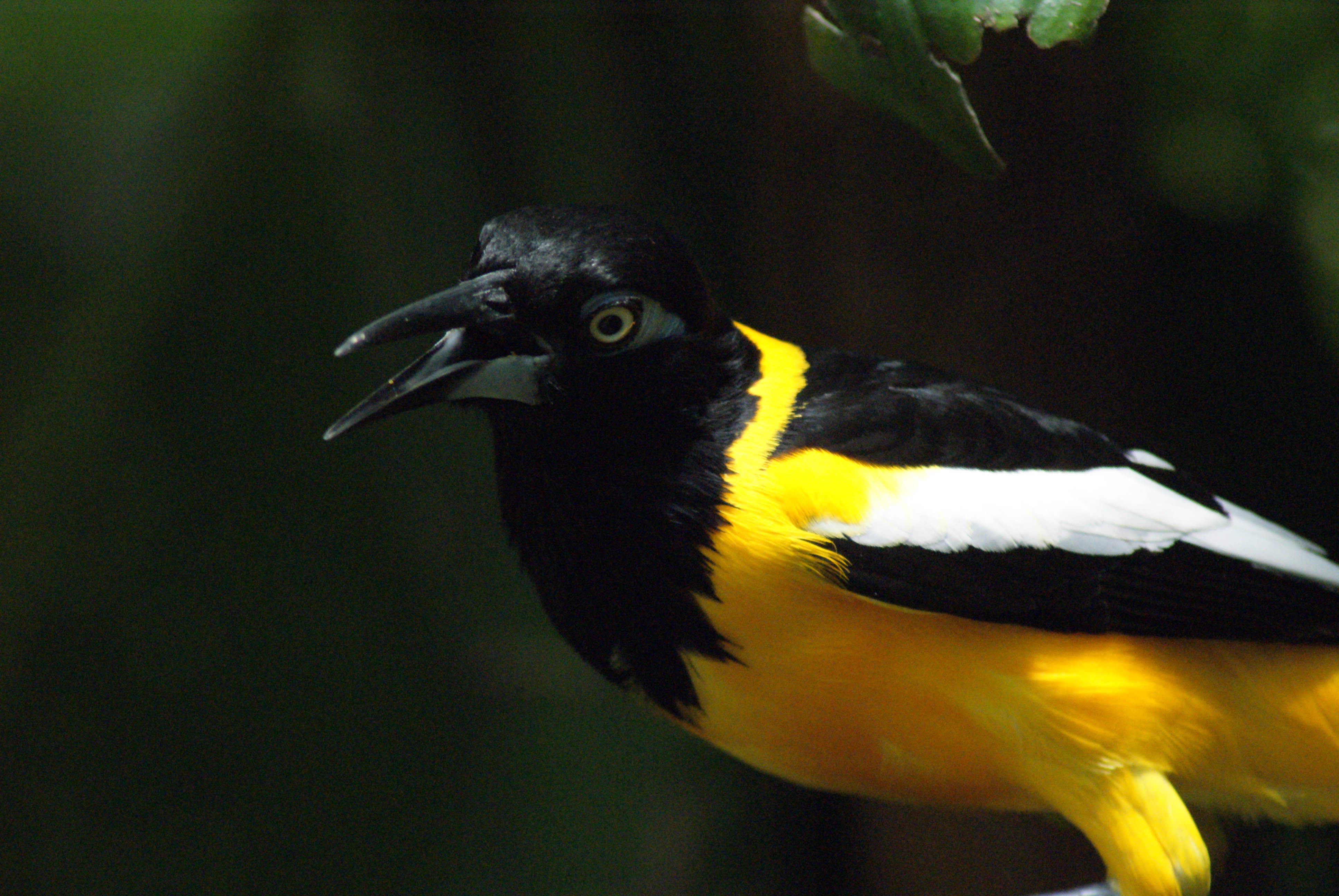
Trupiál žlutooký, Central Park v New Yorku

Trupiál žlutooký obvykle jako hnízdiště používá hnízda po jiných ptácích, často je však také z jejich hnízda může vypudit i násilím a zabrat si ho pro sebe. V podobném případě obvykle sežere vejce či mláďata původního vlastníka hnízda. Zabrané hnízdo si trupiál rovněž často upraví, například rozšíří vchod. Je to denní druh. Potravu, kterou tvoří hmyz a plody (například manga, papáji, plody zapoty, sapodily a třešně rodu Malphigia) vyhledává v páru nebo malých skupinkách, občasně žije ve společnosti trupiálů černohrdlých (Icterus nigrogularis).
Samci trupiálů žlutookých zpívají celodenně, nejvíce za rozbřesku. Samice obvykle zpívají méně než samci, někdy páry zpívají v duetu. Vydávají hlasité táhlé volání trů-pír-pééá, které se podobá zpěvu trupiála baltimorského (Icterus galbula). Trupiál žlutooký umí napodobovat zpěvy jiných druhů.

### Rozmnožování
Trupiál žlutooký je monogamní druh a pár spolu zůstává po celý rok. Doba rozmnožování se liší podle místa, kde se tento druh vyskytuje. Na většině svého areálu výskytu probíhá od března do září, ve Venezuele v květnu až červnu, na Antilách po celý rok. Do většinou zabraného hnízda po jiném druhu naklade samice průměrně 3 růžovobílá skvrnitá vejce měřící 28 mm, na kterých sedí 15 až 16 dní. Poté se vylíhnou mláďata, která krmí oba rodiče, kteří také v tuto dobu brání hnízdo před vetřelci. Opeření je dosaženo ve 22 až 23 dnech života mláďat. Délka života tohoto druhu není známa.

## Ohrožení
Kvůli velkému areálu rozšíření, které nedosahuje velikosti pro zranitelné druhy, a zřejmě velké a stabilní populaci Mezinárodní svaz ochrany přírody trupiála hodnotí jako málo dotčený druh.

## Poddruhy
Jsou známy 3 poddruhy:
- Icterus icterus icterus (Linné, 1766)
- Icterus icterus ridgwayi (Hartert, 1902)
- Icterus icterus metae W. H. Phelps Jr & Aveledo, 1966